# Helena Fransson
Sara Helena Fransson, född 23 januari 1976, är en professionell dansare inom genren tiodans. Hon började sin karriär i Växjö när hon som sexåring följde med sin bästa kompis på en danskurs. Satsningen på dansen gjorde att hon flyttade till Stockholm, där hon som amatör hade en framgångsrik karriär mellan 1996 och 2006. Några meriter är SM-guld, silver och brons, internationella pallplatser, flera år i landslaget som representant på NM, EM och VM.
Våren 2006 började Fransson dansa med Tobias Wallin och tillsammans tog de steget över till den professionella sidan. Efter bland annat två proffs-SM-guld i Standard, lade de tävlingsskorna på hyllan i december 2008, för att helt kunna fokusera på event, shower och undervisning. Man har även kunnat följa Helena Fransson i TV4:s program Let's Dance under flera säsonger. 2006 dansade hon med boxaren Paolo Roberto, 2007 med stå-upp-komikern Mårten Andersson, 2009 med skådespelaren Morgan Alling (som kom på tredje plats) och 2010 med poeten och skribenten Marcus Birro.
År 2012 bytte hon till produktionssidan i Let's Dance och gjorde sin första säsong som kostymör för alla deltagare, dansare såväl som kändisar. Även 2013 och 2014 stod Helena Fransson för detta jobb i TV4:s största produktion.
Fransson undervisar, tillsammans med Tobias Wallin, på Kulturama i Hammarby Sjöstad samt driver ett eget företag Helena of Småland där hon designar och syr tränings-, tävlings- och showkläder till dansare.